# 21 и больше
«21 и бо́льше» (англ. 21 & Over) — американский комедийный фильм, написанный и поставленный Джоном Лукасом и Скоттом Муром, сценаристами «Мальчишника в Вегасе». Мировая премьера состоялась 1 марта 2013 года. Фильм получил негативные отзывы и собрал 48 млн $.

## Сюжет
Двое друзей — Миллер и Кейси — после некоторых уговоров подбивают Джефф Чана отметить его 21-й день рождения прямо накануне важного экзамена в медицинском колледже, куда заставляет поступить его отец, строгий китаец, любящий лакричные палочки.
После нескольких баров (к концу они не просто предъявляли паспорта, а бросали их в охранников) друзья отправляются в родео-бар, где снова напиваются, а Джефф Чана тошнит прямо на быке. После он отключается, а у пьяных Майлза и Кейси возникает задача — отнести не менее пьяного друга домой. Они блуждают по городу, поняв, что никто из них не помнит адрес дома Джефф Чана. Решив спросить адрес у подруги, они приходят в женское общежитие, где теряют полуочнувшегося друга, после выбрасывают его в окно (попав им в розовые кусты), отвозят его куда нужно, а сами попадают в руки девушек-латинок. Там они были вынуждены терпеть издевательства за то, что они натворили сами (заставили двух девушек в повязках целоваться и бродили по этажу).
На следующий день они (с носками на пенисах) идут по площади, где дерутся и ссорятся. Вспомнив, что у друга важный экзамен, парни находят его, приводят в порядок и… В итоге оказывается, что из-за давления отца, Джефф Чан хотел совершить самоубийство, а их загул спас ему жизнь. Приезжает отец, сын говорит ему о своём нежелании поступать в колледж и тот уезжает.

## В ролях
| Актёр                 | Роль                          |
| --------------------- | ----------------------------- |
| Майлз Теллер          | Миллер                        |
| Скайлар Эстин         | Кейси                         |
| Джастин Чон           | Джефф Чанг                    |
| Сара Райт             | Николь                        |
| Джонатан Кельтц       | Рэнди                         |
| Франсуа Шо            | мистер Чанг отец Джеффа Чанга |
| Расселл Ходжкинсон    | Вождь                         |
| Дэниел Буко           | Джулиан                       |
| Джози Лорен           | Агилар                        |
| Кристьенн Кастельянос | Гомес                         |
| Дастин Ибарра         | Пи Джей Брилл                 |
| Саманта Футерман      | Салли Хуан                    |
| Бейзил Харрис         | коп                           |
| Бонни Бентли          | бармен                        |
| Грейс Арендс          | черлидер                      |

## История создания
Основные съёмки должны были начаться 22 сентября 2011 года, в Университете штата Вашингтон, съёмки дополнительных сцен начались в провинции Шаньдун провинции Linyi муниципального района в октябре.

## Саундтрек
В фильме звучат следующие композиции:
1. «The Blue Van» — Man Up
2. «Maker» — The Love We Have
3. «The Naked And Famous» — Young Blood
4. «Benny Benassi» — Control Feat. Gary Go
5. «Rootbeer» — Under Control
6. «The Naked and Famous» — Young Blood (Dekade Remix)
7. «The Gaslight Anthem» — Howl
8. «Langhorne Slim & The Law» — The Way We Move
9. «Dropkick Murphys» — Going Out In Style
10. «Vibrolux» — Shine
11. «Frightened Rabbit» — Swim Until You Can’t See Land
12. «My Goodness» — C’mon Doll
13. «The Pharcyde» — Oh Shit
14. «Kidz In the Hall» — Jukebox
15. «T.Mills» — The Boom
16. «Outasight» — Tonight Is The Night
17. «Big Freedia» — Almost Famous (21 & Over Mix)

В официальных трейлерах фильма звучат следующие композиции:
1. «Hear Travis Barker’s» — ‘Beat Goes On’ (feat. Cypress Hill)